# Johan & Margaretha
Johan & Margaretha ou parfois seulement Margaretha, est un ressort situé dans le district de Commewijne. Il est situé le long d'une péninsule au nord-est de Paramaribo.
Au recensement de 2012, sa population est de 756 habitants .